# Bahnstrecke Mommenheim–Sarreguemines
| Bahnhof Mommenheim, 2015 |                          |                                                                                    |                                                                                    |
| Streckennummer (SNCF): | 161 000; 178, 179 (1962) |                                                                                    |                                                                                    |
| Streckenlänge: | 74,486 km                |                                                                                    |                                                                                    |
| Spurweite: | 1435 mm (Normalspur)     |                                                                                    |                                                                                    |
| Maximale Neigung: | 5 ‰                      |                                                                                    |                                                                                    |
| Zweigleisigkeit: | ja                       |                                                                                    |                                                                                    |
| |                          |                                                                                    |                                                                                    |
| \| \| \| Bahnstrecke Paris–Strasbourg von Strasbourg-Ville \| \| \| \| 0,0 \| Mommenheim \| 153 m \| \| \| \| Bahnstrecke Paris–Strasbourg nach Paris-Est \| \| \| \| 2,3 \| A 4 \| A 4 \| \| \| 5.0 \| Alteckendorf \| 178 m \| \| \| 7,6 \| Ettendorf \| 191 m \| \| \| 9,6 \| Tunnel de Buswiller (eingleisig) (540 m) \| Tunnel de Buswiller (eingleisig) (540 m) \| \| \| \| Bahnstrecke Steinbourg–Rastatt von/nach Haguenau \| \| \| \| 13,9 \| Obermodern \| 187 m \| \| \| \| Bahnstrecke Steinbourg–Rastatt von/nach Steinbourg \| \| \| \| 18,0 \| Menchhoffen (Menchhofen) \| 192 m \| \| \| \| Bahnstrecke Bouxwiller–Ingwiller nach Bouxwiller \| \| \| \| 20,5 \| Ingwiller (Ingweiler) \| 196 m \| \| \| 26,4 \| Wimmenau \| 214 m \| \| \| 30,0 \| Wingen-sur-Moder (Wingen) \| 231 m \| \| \| \| Bahnstrecke Wingen–Münzthal nach Münzthal-St. Louis \| \| \| \| 34,2 \| Tunnel de Puberg (1 626 m) \| Tunnel de Puberg (1 626 m) \| \| \| 36,2 \| Puberg \| 259 m \| \| \| 39,0 \| Frohmuhl (Frohmühl) \| 251 m \| \| \| 40,6 \| Tieffenbach-Struth (Tiefenbach-Struth) \| 246 m \| \| \| 44,1 \| Adamswiller (Adamsweiler) \| 241 m \| \| \| \| Bahnstrecke Réding–Diemeringen von/nach Réding \| \| \| \| 48,4 \| Diemeringen \| 233 m \| \| \| 51,4 \| Domfessel \| 229 m \| \| \| 52,8 \| Vœllerdingen (Völlerdingen) \| 227 m \| \| \| 53,5 \| Eichel (27 m) \| Eichel (27 m) \| \| \| 57,6 \| Oermingen \| 221 m \| \| \| 58,1 \| Départementsgrenze Bas-Rhin/Moselle \| Départementsgrenze Bas-Rhin/Moselle \| \| \| \| Bahnstrecke Kalhausen–Sarralbe von/nach Sarralbe \| \| \| \| 61,6 \| Kalhausen \| 218 m \| \| \| 63,8 \| Saar und Saarkanal (160 m) \| Saar und Saarkanal (160 m) \| \| \| 64,7 \| Wittring (Wittringen) \| 218 m \| \| \| \| \| \| \| \| 65,6 +67,5 \| Saar und Saarkanal (145 m + 105 m) (2×) \| Saar und Saarkanal (145 m + 105 m) (2×) \| \| \| \| \| \| \| \| 68,1 \| Zetting (Settingen) \| 216 m \| \| \| 70,4 \| Sarreinsming (Saareinsmingen) \| 212 m \| \| \| 72,0 \| Rémelfing (Remelfingen) \| 208 m \| \| \| \| Bahnstrecke Berthelming–Sarreguemines v. Berthelming \| \| \| \| \| \| \| \| \| \| Bahnstrecke Haguenau–Falck-Hargarten von Haguenau und Bliestalbahn von Zweibrücken \| \| \| \| \| \| \| \| \| ~74,1 \| D 662 (ehem. N 61) \| D 662 (ehem. N 61) \| \| \| 74,584,0 \| Sarreguemines (Saargemünd) \| 202 m \| \| \| \| Bahnstrecke Haguenau–Falck-Hargarten nach Béning \| \| \| \| \| Bahnstrecke Saarbrücken–Sarreguemines n. Saarbr. \| \| |                          |                                                                                    |                                                                                    |
| |                          | Bahnstrecke Paris–Strasbourg von Strasbourg-Ville                                  |                                                                                    |
| Bahnhof | 0,0                      | Mommenheim                                                                         | 153 m                                                                              |
| Abzweig geradeaus, nach links und ehemals von links |                          | Bahnstrecke Paris–Strasbourg nach Paris-Est                                        | Bahnstrecke Paris–Strasbourg nach Paris-Est                                        |
| Strecke mit Straßenbrücke | 2,3                      | A 4                                                                                | A 4                                                                                |
| ehemaliger Bahnhof | 5.0                      | Alteckendorf                                                                       | 178 m                                                                              |
| ehemaliger Bahnhof | 7,6                      | Ettendorf                                                                          | 191 m                                                                              |
| Tunnel | 9,6                      | Tunnel de Buswiller (eingleisig) (540 m)                                           | Tunnel de Buswiller (eingleisig) (540 m)                                           |
| Abzweig geradeaus, ehemals nach rechts und von rechts |                          | Bahnstrecke Steinbourg–Rastatt von/nach Haguenau                                   | Bahnstrecke Steinbourg–Rastatt von/nach Haguenau                                   |
| Bahnhof | 13,9                     | Obermodern                                                                         | 187 m                                                                              |
| Abzweig geradeaus, ehemals nach links und ehemals von links |                          | Bahnstrecke Steinbourg–Rastatt von/nach Steinbourg                                 | Bahnstrecke Steinbourg–Rastatt von/nach Steinbourg                                 |
| ehemaliger Bahnhof | 18,0                     | Menchhoffen (Menchhofen)                                                           | 192 m                                                                              |
| Abzweig geradeaus und ehemals von links |                          | Bahnstrecke Bouxwiller–Ingwiller nach Bouxwiller                                   | Bahnstrecke Bouxwiller–Ingwiller nach Bouxwiller                                   |
| Bahnhof | 20,5                     | Ingwiller (Ingweiler)                                                              | 196 m                                                                              |
| ehemaliger Bahnhof | 26,4                     | Wimmenau                                                                           | 214 m                                                                              |
| Bahnhof | 30,0                     | Wingen-sur-Moder (Wingen)                                                          | 231 m                                                                              |
| Abzweig geradeaus und ehemals nach rechts |                          | Bahnstrecke Wingen–Münzthal nach Münzthal-St. Louis                                | Bahnstrecke Wingen–Münzthal nach Münzthal-St. Louis                                |
| Tunnel | 34,2                     | Tunnel de Puberg (1 626 m)                                                         | Tunnel de Puberg (1 626 m)                                                         |
| ehemaliger Bahnhof | 36,2                     | Puberg                                                                             | 259 m                                                                              |
| ehemaliger Haltepunkt / Haltestelle | 39,0                     | Frohmuhl (Frohmühl)                                                                | 251 m                                                                              |
| Bahnhof | 40,6                     | Tieffenbach-Struth (Tiefenbach-Struth)                                             | 246 m                                                                              |
| ehemaliger Bahnhof | 44,1                     | Adamswiller (Adamsweiler)                                                          | 241 m                                                                              |
| Abzweig geradeaus, ehemals nach links und ehemals von links |                          | Bahnstrecke Réding–Diemeringen von/nach Réding                                     | Bahnstrecke Réding–Diemeringen von/nach Réding                                     |
| Bahnhof | 48,4                     | Diemeringen                                                                        | 233 m                                                                              |
| ehemaliger Haltepunkt / Haltestelle | 51,4                     | Domfessel                                                                          | 229 m                                                                              |
| ehemaliger Haltepunkt / Haltestelle | 52,8                     | Vœllerdingen (Völlerdingen)                                                        | 227 m                                                                              |
| Brücke über Wasserlauf | 53,5                     | Eichel (27 m)                                                                      | Eichel (27 m)                                                                      |
| Bahnhof | 57,6                     | Oermingen                                                                          | 221 m                                                                              |
| Grenze | 58,1                     | Départementsgrenze Bas-Rhin/Moselle                                                | Départementsgrenze Bas-Rhin/Moselle                                                |
| Abzweig geradeaus, ehemals nach links und ehemals von links |                          | Bahnstrecke Kalhausen–Sarralbe von/nach Sarralbe                                   | Bahnstrecke Kalhausen–Sarralbe von/nach Sarralbe                                   |
| Bahnhof | 61,6                     | Kalhausen                                                                          | 218 m                                                                              |
| Brücke über Wasserlauf | 63,8                     | Saar und Saarkanal (160 m)                                                         | Saar und Saarkanal (160 m)                                                         |
| ehemaliger Bahnhof | 64,7                     | Wittring (Wittringen)                                                              | 218 m                                                                              |
| |                          |                                                                                    |                                                                                    |
| Brücke über Wasserlauf | 65,6 +67,5               | Saar und Saarkanal (145 m + 105 m) (2×)                                            | Saar und Saarkanal (145 m + 105 m) (2×)                                            |
| |                          |                                                                                    |                                                                                    |
| ehemaliger Haltepunkt / Haltestelle | 68,1                     | Zetting (Settingen)                                                                | 216 m                                                                              |
| ehemaliger Bahnhof | 70,4                     | Sarreinsming (Saareinsmingen)                                                      | 212 m                                                                              |
| ehemaliger Bahnhof | 72,0                     | Rémelfing (Remelfingen)                                                            | 208 m                                                                              |
| Strecke von links |                          | Bahnstrecke Berthelming–Sarreguemines v. Berthelming                               | Bahnstrecke Berthelming–Sarreguemines v. Berthelming                               |
| |                          |                                                                                    |                                                                                    |
| Strecke quer · Kreuzung geradeaus unten · Abzweig geradeaus, nach rechts und von rechts (Strecke außer Betrieb) |                          | Bahnstrecke Haguenau–Falck-Hargarten von Haguenau und Bliestalbahn von Zweibrücken | Bahnstrecke Haguenau–Falck-Hargarten von Haguenau und Bliestalbahn von Zweibrücken |
| |                          |                                                                                    |                                                                                    |
| Strecke mit Straßenbrücke · Strecke mit Straßenbrücke | ~74,1                    | D 662 (ehem. N 61)                                                                 | D 662 (ehem. N 61)                                                                 |
| Bahnhof · Kopfbahnhof Strecke bis hier außer Betrieb | 74,584,0                 | Sarreguemines (Saargemünd)                                                         | 202 m                                                                              |
| Grenze auf Brücke über Wasserlauf · Strecke nach links |                          | Bahnstrecke Haguenau–Falck-Hargarten nach Béning                                   | Bahnstrecke Haguenau–Falck-Hargarten nach Béning                                   |
| |                          | Bahnstrecke Saarbrücken–Sarreguemines n. Saarbr.                                   |                                                                                    |

Die Bahnstrecke Mommenheim–Sarreguemines ist eine doppelgleisige, nicht elektrifizierte Eisenbahnstrecke in Ostfrankreich, die innerhalb der Magistrale Metz–Straßburg einen Teilabschnitt bildet. Sie liegt östlich der Bahnstrecke Paris–Strasbourg, von der sie in Mommenheim abzweigt. Die Strecke wird hauptsächlich von Personenzügen des Fahrwegs Saarbrücken–Straßburg bedient. Für die Hauptstrecke Paris–Straßburg dient sie als Ausweichroute.
Sie ist im Besitz der Staatsbahn Société nationale des chemins de fer français (SNCF) und wird von der SNCF Réseau verwaltet. Bis 1997 ging die Strecke als Ligne 9 über Saargemünd hinaus bis Hanweiler an der Grenze zum Saarland.

## Geschichte
Die Strecke wurde unter der Regie der deutschen Gesellschaft Reichseisenbahnen in Elsaß-Lothringen in zwei Abschnitten 1895 in Betrieb genommen, der südlichere zum 1. Mai, zwischen Kalhausen und Saargemünd zum 1. Oktober des gleichen Jahres. Wie die anderen Strecken dieser Region auch, wechselten die Besitzverhältnisse durch die Kriege in der ersten Jahrhunderthälfte wiederholt. Zusätzlich übernahm 1938 die neu gegründete SNCF die Strecke von der Chemins de fer d’Alsace et de Lorraine (AL).
Bis vor dem Zweiten Weltkrieg war die Strecke sowohl im Fracht- als auch im Personenverkehr sehr erfolgreich. Über sie wurden viele Montangüter aus Belgien und dem Saargebiet in Richtung Süddeutschland und der Schweiz abgewickelt. Hier verkehrten Schnellzüge von Metz nach Nürnberg oder auch von Straßburg nach Köln über Trier. Mit der Elektrifizierung der Bahnstrecke Réding–Metz-Ville Ende 1956 nahm hier die Bedeutung für den Güterverkehr deutlich ab. Es kam die Frage der Schließung auf; andere Strecken, die von hier abzweigen, wurden nach und nach geschlossen.
Die Regionalisierung Mitte der 1980er Jahre und die Liberalisierung und des Eisenbahnwesens Anfang der 2000er Jahre war für die Strecke ein Segen. Die Initiative wurde von der Region Elsass ergriffen, die die ungeliebten Corail-Wagen aus den 1970er Jahren von den Schienen nahm und dafür neuere Triebzüge, später vor allem die Baureihe X 73500, einsetzte. Die Züge waren komfortabler, schneller und fuhren im Takt. Außerdem wurden die Fahrpläne und viele Haltepunkte verbessert.

## Verkehr
Werktags außer samstags verkehren alle ein bis zwei Stunden (am Wochenende auch nur alle drei bis vier Stunden) Züge der TER Grand Est zwischen Straßburg/Strasbourg und Saargemünd/Sarreguemines, die teilweise ab/bis Saarbrücken durchgebunden sind (Stand 2021).
Ab Dezember 2026 – zwei Jahre später als ursprünglich geplant – soll ein Großteil der Regionalzüge von und nach Strasbourg über Sarreguemines hinaus nach Saarbrücken durchgebunden werden; zum Einsatz kommen Züge des Typs Alstom Coradia Polyvalent.

## Drehort
Der Bahnhof Puberg diente 1988 für den Spielfilm Verfolgte Wege, der im Jahr 1946 spielt, als Drehort. In dem Film stellt er den Bahnhof Windecken an der Bahnstrecke Bad Vilbel–Lauterbach (Hess) Nord dar.